# Муса Челебија
Муса Челебија (тур. Musa Çelebi; 1388—05.07. 1413) је био син султана Бајазита I и владар дела Османског царства (1410—1413), током грађанског рата који уследио након Ангорске битке 1402. године. Током своје борбе он се у почетку ослањао на подршку деспота Стефана Лазаревића, да би касније између њих дошло до отвореног сукоба, који је довео до неколико његових упада у Србију. По његовом наређењу су почетком јула 1410. године погубљени Вук Лазаревић и Лазар Бранковић, а касније је покушао да ликвидира и Ђурђа Бранковића, али је он успео да се спасе.
Византијски извори га описују као антихришћански настројеног и човека озлоглашеног по окрутности, док Дука наводи да разлози за његову опсаду Цариграда (1411—1412) леже у његовој верској острашћености и жељи да се Византинцима тј. владајућим Палеолозима освети због подстицања Тимур-Ленка да ликвидира његовог оца Бајазита, у марту 1403. године.

## Биографија
Рођен је 1388. године у Бурси, као син Бајазита Првог и Девлет Хатун.
Учествовао је у Ангорској бици 1402. године и заједно са оцем је заробљен, али је касније ослобођен и придружио се брату Мехмеду у борбама у Малој Азији.
У борбу око власти се укључио почетком 1410. године, када га је његов брат Мехмед, који је контролисао већи део Мале Азије, послао у Европу, да сузбије њиховог преосталог брата Сулејмана. Његове присталице и хришћански савезници (Стефан Лазаревић, Мирча Старији и други) су почетком године заузели Галипољ, а 13.02. су потукли Сулејмановог беглер-бега Синана, код Јамбола, што је приморало Сулејмана, који се тада налазио у Малој Азији, да се врати на Европски континент. Он је са деспотом Стефаном пробао да спречи пребацивање Сулејманових снага преко Босфора, нападом на флоту која их је транспортовала код Галате, али, иако су уништили део бродова, нису успели у томе.
Две зараћене стране су се сукобиле 15.06. код цариградског предграђа Космидиона. У бици која је уследила, Мусине снаге су потучене, а он сам је побегао са бојишта, када је постало јасно да је пораз неизбежан.
Његове присталице су почетком јула код Филипоља заробиле Вука Лазаревића и Лазара Бранковића, који су се борили на Сулејмановој страни. Вук је након пар дана погубљен, док је Лазара покушао да употреби у борби са Сулејманом. Он је уценио његовог брата Ђурђа, који је био са Сулејмановом војском, да током предстојеће битке пређе на његову страну. У бици која је вођена 11.07. код Хадријанопоља, Ђурађ је остао веран Сулејману, чије снаге су поново победиле, због чега је Лазар, по Мусиној наредби, погубљен.
Мусин положај се после новог пораза погоршао и он је морао да потрази уточиште код деспота Стефана у Србији. У наредним месецима, Османлије које су подржавале Сулејмана почеле су да прелазе на Мусину страну, највише због његовог бескомпромисног става према Византији, са којом је Сулејман тесно сарађивао. Почетком 1411. године Муса је код Сердике потукао Сулејманове снаге, што је практично представљало и крај рата. Сулејман је након тога схватио да губи упориште и у самом Хадријанопољу, због чега је побегао из града и кренуо ка Цариграду. На том путу, он је 17.02. погинуо код Дугунчи Ила, а у извори се појављује више верзија његове смрти, према којима он или убијен током бекства или је ухваћен и задављен по Мусином наређењу.
Мусин долазак на власт није донео мир и стабилност Балкану, напротив он је врло брзо окренуо против себе и своје дотадашње савезнике. Српски посланик, кога му је Стефан упутио ради регулисања међусобних односа и потврђивања претходних договора, не само да у томе није успео, већ је једва успео да спасе и сопствени живот, мада је од Мусе добио дозволу да откопа Вука Лазаревића и његове посмртне остатке пренесе у Србију. Ово је била јасна објава рата и Стефан је одмах започео офанзиву. Он је ушао у пиротску област и одатле отпочео са нападима на Османлије, који су престали тек када му је Муса послао посланство и понудио преговоре.
Поред тога, он је опсео Солун и Цариград, у покушају да поврати територије које је његов брат Сулејман вратио Византинцима, почетком 1403. године.
Мусине снаге, међу којима су се налазили српски одреди под командом Ђурђа Бранковића, су у јесен 1411. године, опселе градић Селимврију на Мраморном мору, недалеко од Цариграда, у коме се налазио Сулејманов син Орхан, кога је византијски цар Манојло II истакао као кандидата за османско престо. Током опсаде, Муса је покушао да убије Ђурђа, али је он успео да се спасе бекством у саму Селимврију, са својим трупама.
Против Мусе је створена широка коалиција, у којој су се налазили и османски заповедници неких делова Балкана, а придружио јој се и његов једини преостали брат Мехмед, који је владао азијским делом некадашње Бајазитове државе. Његов први покушај да пређе у Европу 1411. године завршио се поразом, али су борбе вођене и на другим фронтовима, тако да је крајем исте године Стефан са санџакбеговима Скопља и Ћустендила упао у Мусине земље.Зимско време и набујала Марица су спречили повезивање њихових и Мехмедових снага преко Серске области. Одговор на овај напад уследио је почетком 1412. године, када је Муса из околине Сердике преко Чемерника упао у Врањску област и опљачкао је, док се сам Угљеша Влатковић, који је управљао тим делом Српске деспотовине, једва спасао. Његове снаге су затим наставиле продор ка Новом Брду, али су на вести о доласку снага предвођених деспотом Стефаном, напустили Србију и упутиле се ка Солуну и Тесалији.
Муса је свој нови поход започео је почетком 1413. године, нападом на бега Хамзу који је држао Соколницу и Сврљиг. Он је заробљен и погубљен, а Мусине снаге су после тога заузеле Бован и Липовац, као и читав низ других градова у Моравској долини (Копријан, Крушевац, Марково Кале, Петрус), као и Сталаћ, чији је заповедник погинуо пружајући јуначки отпор Мусиним снагама. Поред тога, његове снаге су, према извештајима које су у марту послали Дубровчани из Новог Брда, пустошиле Топлицу и Браничево.
Током овог периода, снаге деспота Стефана, његових савезника су се код Крушевца састале са Мехмедовим заповедницима и после постигнутог договора је дошло до спајања њихових војски, које су се упутиле ка југу. На Добричу код ушћа Топлице, недалеко од Копријана, њима су се придружиле још неке Мусине присталице, укључујући и војсковођу Евреноса, након чега је настављен пут ка Овчем Пољу.
До битке је дошло 05.07. 1413. код села Чаморлу, испод планине Витоше, у данашњој Бугарској. Мусине снаге су успеле да у првој фази борбе потисну српску војску, али је Ђурађ нападом са бока, у коме се нарочито истакао велики челник Радич Поступовић, успео да разбије противничке редове и донесе победу савезничкој војсци. Током повлачења из битке, Муса је на реци Искру заробљен и убијен, чиме је после више од једне деценије окончан грађански рат у Османском царству. Стефан и Ђурађ су после битке признали врховну власт Мехмеда I, који је Стефану поред богатих поклона дао и неке области, укључујући тврђаву Копријан и област Знепоља.